# Dominik Bielke
Dominik Bielke (* 23. Oktober 1990 in Berlin) ist ein ehemaliger deutscher Eishockeyspieler, der mit den Eisbären Berlin dreimal Deutscher Meister wurde. Sein Vater René Bielke gilt als bester Torhüter in der Eishockey-Geschichte der Deutschen Demokratischen Republik.

## Karriere
Bielke begann seine Karriere im Nachwuchs der Eisbären Berlin, wo er in der Saison 2005/06 mit der Juniorenmannschaft in der Deutschen Nachwuchsliga aktiv war. Eine Spielzeit später stand er im Kader der Eisbären Juniors Berlin, mit denen er fortan in der Oberliga spielte. Dort kam er jedoch zunächst auf nur drei Einsätze und spielte überwiegend in der DNL. Während der Saison 2007/08 gehörte er dem Stammkader an und konnte mit den Eisbären Juniors den Klassenerhalt in der Oberliga sichern.
In der Spielzeit 2008/09 wurde der Linksschütze erstmals von Don Jackson in die Profimannschaft der Eisbären Berlin einberufen. Dort kam er auf sieben Einsätze, in denen er einen Scorerpunkt erzielen konnte. Zur großen Überraschung wurde er nach Saisonende im NHL Entry Draft 2009 in der siebten Runde an 207. Stelle von den San Jose Sharks ausgewählt. Ab August 2009 spielte er die Saison 2009/10 mit einer Förderlizenz für die Dresdner Eislöwen in der 2. Bundesliga. In der darauf folgenden Saison schaffte Bielke den Durchbruch in der DEL. Im September 2010 gewann er mit den Eisbären die European Trophy und anschließend die deutsche Meisterschaft. Aufgrund eines Kreuzbandrisses konnte Bielke in der Saison 2011/12 nur vier Hauptrundenspiele absolvieren. Dennoch konnte er mit seinem Comeback im Finale der Play-offs, seiner Mannschaft zum Gewinn der Meisterschaft verhelfen. Eine weitere Meisterschaft konnte Bielke in der Saison 2012/13 feiern.
In der Saison 2013/14 stand Bielke beim EHC Red Bull München unter Vertrag, absolvierte aufgrund einer Verletzung jedoch kein einziges Spiel für den Klub. Im August 2014 beendete er seine Karriere aufgrund seiner Verletzungen.

### International
Auf internationaler Ebene nahm Bielke mit der deutschen U18-Nationalmannschaft im Jahr 2008 an der U18-Junioren-Weltmeisterschaft in Russland teil, wo die Mannschaft im Viertelfinale mit 1:4 an den Vereinigten Staaten scheiterte. Im Spiel um Platz fünf konnte das Team aus Finnland knapp mit 4:3 besiegt werden. Bielke absolvierte sechs Spiele und erzielte dabei einen Assist. Ein Jahr später gehörte er zum Kader der deutschen U20-Auswahl bei der U20-Junioren-Weltmeisterschaft im kanadischen Ottawa und kam als jüngster nominierter Feldspieler zu sechs Einsätzen.
Ein Jahr später kam er bei der U20-Junioren-Weltmeisterschaft der Division I 2010 zum Einsatz. Dabei gelang der Auswahlmannschaft der direkte Wiederaufstieg in die Top-Division.

## Erfolge und Auszeichnungen
- 2010 Aufstieg in die Top-Division bei der U20-Weltmeisterschaft der Division I, Gruppe A
- 2010 Gewinn der European Trophy mit den Eisbären Berlin
- 2011 Deutscher Meister mit den Eisbären Berlin
- 2012 Deutscher Meister mit den Eisbären Berlin
- 2013 Deutscher Meister mit den Eisbären Berlin

## Karrierestatistik

### International
Vertrat Deutschland bei:
- U18-Junioren-Weltmeisterschaft 2008
- U20-Junioren-Weltmeisterschaft 2009
- U20-Junioren-Weltmeisterschaft der Division I 2010

(Legende zur Spielerstatistik: Sp oder GP = absolvierte Spiele; T oder G = erzielte Tore; V oder A = erzielte Assists; Pkt oder Pts = erzielte Scorerpunkte; SM oder PIM = erhaltene Strafminuten; +/− = Plus/Minus-Bilanz; PP = erzielte Überzahltore; SH = erzielte Unterzahltore; GW = erzielte Siegtore; 1 Play-downs/Relegation; Kursiv: Statistik nicht vollständig)